# Quinto Fabio Massimo Serviliano
Quinto Fabio Massimo Serviliano (in latino Quintus Fabius Maximus Servilianus; fl. II secolo a.C.) è stato un politico romano durante l'epoca repubblicana.

## Biografia
Quinto Fabio Massimo Serviliano nacque nella gens Servilia, prima di essere adottato da Quinto Fabio Massimo Emiliano. Non si sa molto dei suoi primi anni di vita, ma si crede che nel 145 a.C. ricoprì la carica di pretore.
Nel 142 a.C. divenne console con Lucio Cecilio Metello Calvo, l'anno dopo assunse il comando nella guerra di Lusitania, con la carica di proconsole dell'Hispania Ulterior. In questa campagna fu al comando di due legioni, oltre che di forze alleate, che ammontavano a 16.000 soldati e 1.600 cavalieri.
Con queste forze, combatté contro Viriato, che sconfisse in battaglia. Conquistò diverse città al nemico e ne fiaccò le forze, prima di seguire Viriato in Lusitania. Ma nel 140 a.C. Massimo Serviliano fu sconfitto mentre i romani cercavano di prendere Erisane; in fuga con il suo esercito, fu intrappolato in un passo di montagna nei pressi della Sierra Morena. Serviliano si arrese senza condizioni e negoziò un trattato con Viriato, per il quale i Lusitani avrebbero mantenuto il territorio che già possedevano, e che riconosceva Viriato come un amico e alleato di Roma.